# Ganso (banda portuguesa)
Os GANSO são uma banda portuguesa formada no ano de 2015, em Lisboa. Os seus integrantes são Luís Ricciardi, João Sala, Miguel Barreira, Gonçalo Bicudo e Diogo "Horse" Rodrigues.
Os cinco integrantes originais eram amigos de infância. João Sala, Luís Ricciardi e os ex-membros Gil Azinheira, Vasco Costa e Thomas Oulman começaram a tocar juntos em 2014.  
No início de 2015 nasceram os GANSO. Ainda nesse ano, lançaram o seu primeiro disco, Costela Ofendida, a 3 de novembro de 2015, pela editora Cuca Monga.  
A 5 de abril de 2017, estrearam o seu primeiro álbum Pá Pá Pá.
Em 2019, a banda lança seu segundo álbum Não Tarda.
No ano de 2022, os GANSO voltaram com dois singles: Gino (O Menino Bolha) e Sorte a Minha, um single que conta com mais de 3,000,000 reproduções no Spotify.
Os GANSO regressam aos discos em 2024, com a edição do seu terceiro longa duração Vice Versa.
- Costela Ofendida (EP, 2015)[2]
- Cuca Monga Vol. 2 (Álbum, 2016)[3]
- Pá Pá Pá (Álbum, 2017)[4]
- Não Tarda (Álbum, 2019) [5]
- Não Tarda: Demos (Álbum, 2020) [6]
- Gino (O Menino Bolha) (Single, 2022)[7]
- Sorte a Minha (Single, 2022)[8]
- Vice Versa (Álbum, 2024)[9]

1. ↑  «Streaming Sorte a Minha Spotify». Spotify. Consultado em 3 de março de 2025
2. ↑  Costela Ofendida, 25 de novembro de 2016, consultado em 3 de janeiro de 2024
3. ↑  Cuca Monga Vol. 2, 20 de maio de 2016, consultado em 3 de janeiro de 2024
4. ↑  Pá Pá Pá, 5 de abril de 2017, consultado em 3 de janeiro de 2024
5. ↑  Não Tarda, 27 de setembro de 2019, consultado em 3 de janeiro de 2024
6. ↑  «Não Tarda: Demos, by GANSO». GANSO. Consultado em 23 de janeiro de 2024
7. ↑  Gino (O Menino Bolha), 29 de abril de 2022, consultado em 3 de janeiro de 2024
8. ↑  Sorte a Minha, 29 de abril de 2022, consultado em 3 de janeiro de 2024
9. ↑  «Vice Versa». Spotify. 11 de outubro de 2024. Consultado em 23 de outubro de 2024